# Louis Crompton
Louis Crompton (Port Colborne (Ontario), 5 de abril de 1925 - El Cerrito (California), 11 de julio de 2009) fue un académico, catedrático, autor y pionero en la creación de los estudios queer.
Hijo del capitán de barco  Clarence Crompton y su esposa Mabel. Estudió en la Universidad de Toronto, donde consiguió el máster en Matemáticas en 1948; posteriormente se doctoraría en Inglés en la Universidad de Chicago en 1954. Tras enseñar matemáticas en la Universidad de la Columbia Británica y la Universidad de Toronto, pasó a formar parte del departamento de Inglés en la Universidad de Nebraska en Lincoln en 1955, retirándose en 1989. Durante su trayectoria profesional, consiguió renombre internacional como estudioso de las obras de George Bernard Shaw.
En 1970, Crompton dio un curso de estudios gais en la Universidad de Nebraska, el segundo de su tipo en los Estados Unidos, una acción que elevó la conciencia LGBT en los ambientes académicos, Nebraska y los Estados Unidos. El curso provocó que un legislador estatal de Nebraska introdujera una ley para prohibir la enseñanza de temas relacionados con la homosexualidad en la educación superior pública; la propuesta de ley no fue aprobada. Sin embargo, Crompton decidió no volver a ofrecer el curso, aunque siguió estudiando el tema a través de su investigación y diversas publicaciones.
A principios de la década de 1970, Crompton se convirtió en asesor del Gay Action Group, un predecesor del grupo LGBT Queer Ally Coalition de la Universidad de Nebraska, además de ayudar a la financiación del Homophobia Awareness Committee también de la Universidad de Nebraska, que más tarde se convertiría en el Committee on Gay, Lesbian, Bisexual, and Transgender Concerns. En 1974, Crompton fue uno de los fundadores del Gay and Lesbian Caucus del Modern Language Association.
En 1978, Crompton consiguió un golpe maestro literario, editando y publicando en el Journal of Homosexuality el texto completo de «Offences Against One's Self: Paederasty», un ensayo inédito de 1785 del filósofo utilitarianista Jeremy Bentham. Bentham no había publicado en ensayo durante su vida por miedo a una reacción ultrajada del público a su idea de liberalizar las leyes sobre las actividades homosexuales.
Crompton recibió muchos premios y honores durante su carrera, incluyendo el premio «Bonnie Zimmerman and L. Bullough» de la Foundation for the Scientific Study of Sexuality en 2003 por su libro Homosexuality and Civilization, que cubre 2500 años de la historia del mundo. En 2009 se estableció en su nombre una beca en la Universidad de Nebraska para estudiantes que quieren trabajar hacia «una sociedad más justa e inclusiva para la comunidad LGBTQ»; la beca se concedió a un estudiante por primera vez en 2013.
En el momento de su muerte, Crompton, que se había retirado a California, era profesor emérito de Inglés en la Universidad de Nebraska. Le sobrevivió el que había sido su compañero y marido durante 40 años, Luis Díaz-Perdomo, también académico del a Universidad de Nebraska, que durante muchos años trabajó en el servicio de asesoramiento y terapia de la Universidad y organizaba el grupo de discusión para hombres gais.

## Obra
Entre los libros escritos por Crompton, se pueden mencionar:
- Shaw the Dramatist, University of Nebraska Press, 1969.  ISBN 0803200315
- Byron and Greek Love: Homophobia in 19th-century England, University of California Press, 1985.  ISBN 0520051726
- Homosexuality and Civilization, Belknap Press of Harvard University Press, 2003.  ISBN 067401197X